# Chasmocarcinus mississippiensis
Chasmocarcinus mississippiensis är en kräftdjursart som beskrevs av M. J. Rathbun 1931. Chasmocarcinus mississippiensis ingår i släktet Chasmocarcinus och familjen Goneplacidae. Inga underarter finns listade i Catalogue of Life.